# Buri Ram
Buri Ram (thai: บุรีรัมย์), eller Buriram, är en thailändsk provins (changwat). Den ligger i den nordöstra delen av Thailand. Grannprovinserna är (från söder och med klockan) Sa Kaeo, Nakhon Ratchasima,  Khon Kaen, Maha Sarakham, och Surin. I sydöst gränsar provinsen till den kambodjanska provinsen Oddar Meancheay. Provinsen hade år 2002 1 545 779 invånare på en areal av 10 322 km². Provinshuvudstaden är Buriram.

## Administrativ indelning
Provinsen är indelad 23 distrikt (amphoe). Distrikten är i sin tur indelade i 189 subdistrikt (tambon) och 2212 byar (muban).